# Formación Agrio
La Formación Agrio constituye una unidad litoestratigráfica de amplia distribución en la Cuenca Neuquina. Esta unidad data del Cretácico Inferior y comprende la porción terminal del Grupo Mendoza. Los afloramientos de esta formación han sido reconocidos a lo largo de toda la cuenca y están constituidos por pelitas gris oscuras, calizas bioclásticas y, en menor medida, areniscas. Un aspecto remarcable de la Formación Agrio es su profusa ciclicidad, evidenciada en secuencias sedimentarias de variadas jerarquías. Esta formación ha sido dividida en tres miembros, de más antiguo a más moderno: Pilmatue, Avilé y Agua de la Mula. Los miembros inferior y superior, respectivamente Pilmatué y Agua de la Mula, se depositaron en un ambiente marino de rampa silicoclástica a mixta. Además, la asociación de calizas micríticas y pelitas oscuras indica un ambiente depositacional de aguas calmas y profundas, que varían en profundidad desde la plataforma externa hasta el talud. El miembro Avilé, intermedio, está constituido principalmente por areniscas de origen fluvial y eólicas, y fue depositado en un ambiente continental durante un período regresivo durante el cual la cuenca se vació de agua marina.
Posee a su vez un importante contenido fosifilífero. Entre los macrofósiles se destacan principalmente moluscos, —bivalvos, gastrópodos y ammonites—, y secundariamente poliquetos serpúlidos, escafópodos (moluscos), equinodermos tales como equinoideos, asteroideos y crinoideos, corales escleractinios y otros. Se han estudiado también microfósiles como ostrácodos, y foraminíferos y nanofósiles calcáreos. La abundancia de ammonites presentes ha permitido realizar un análisis bioestratigráfico de alta resolución.

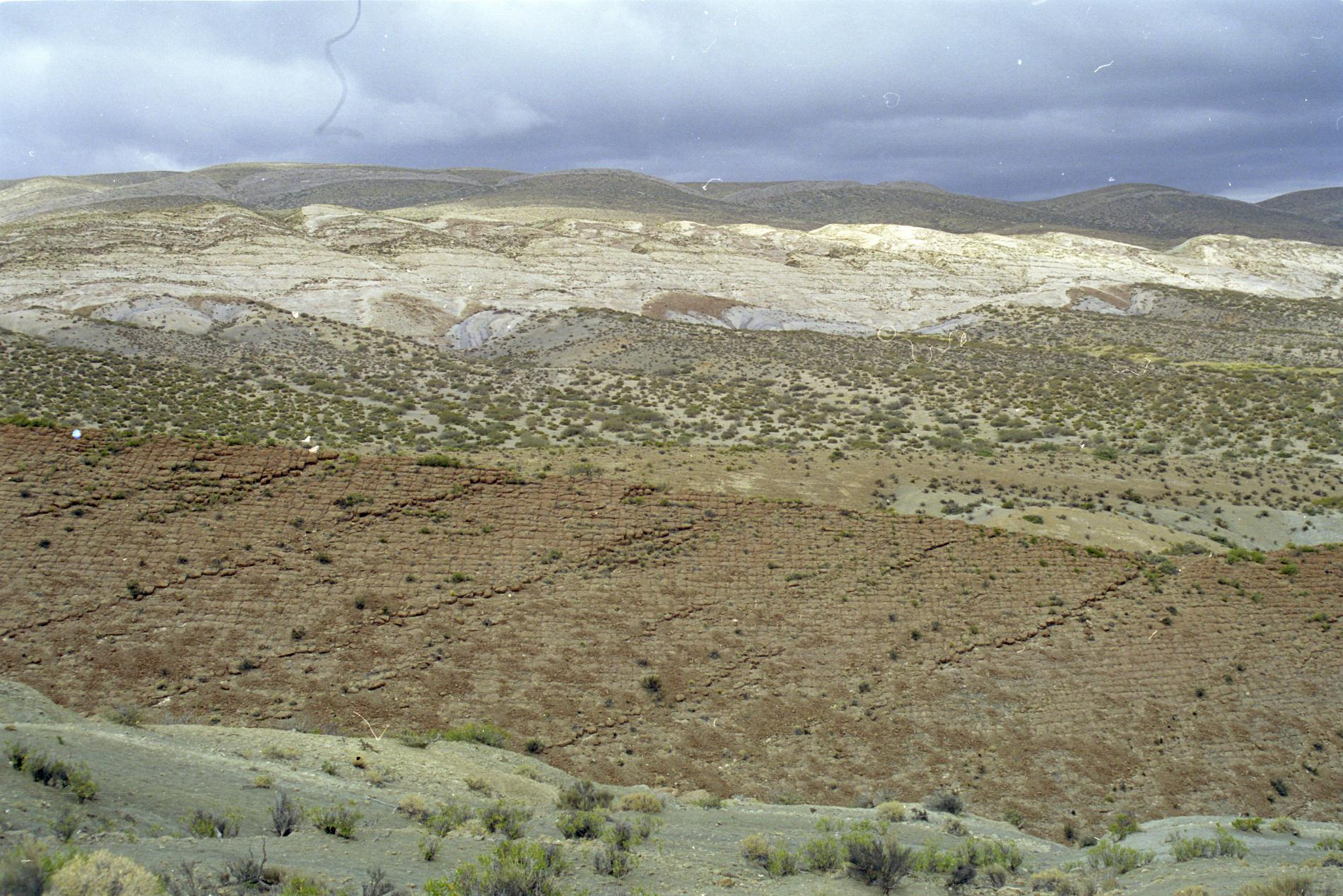
La Formación Agrio en Agua de la Mula
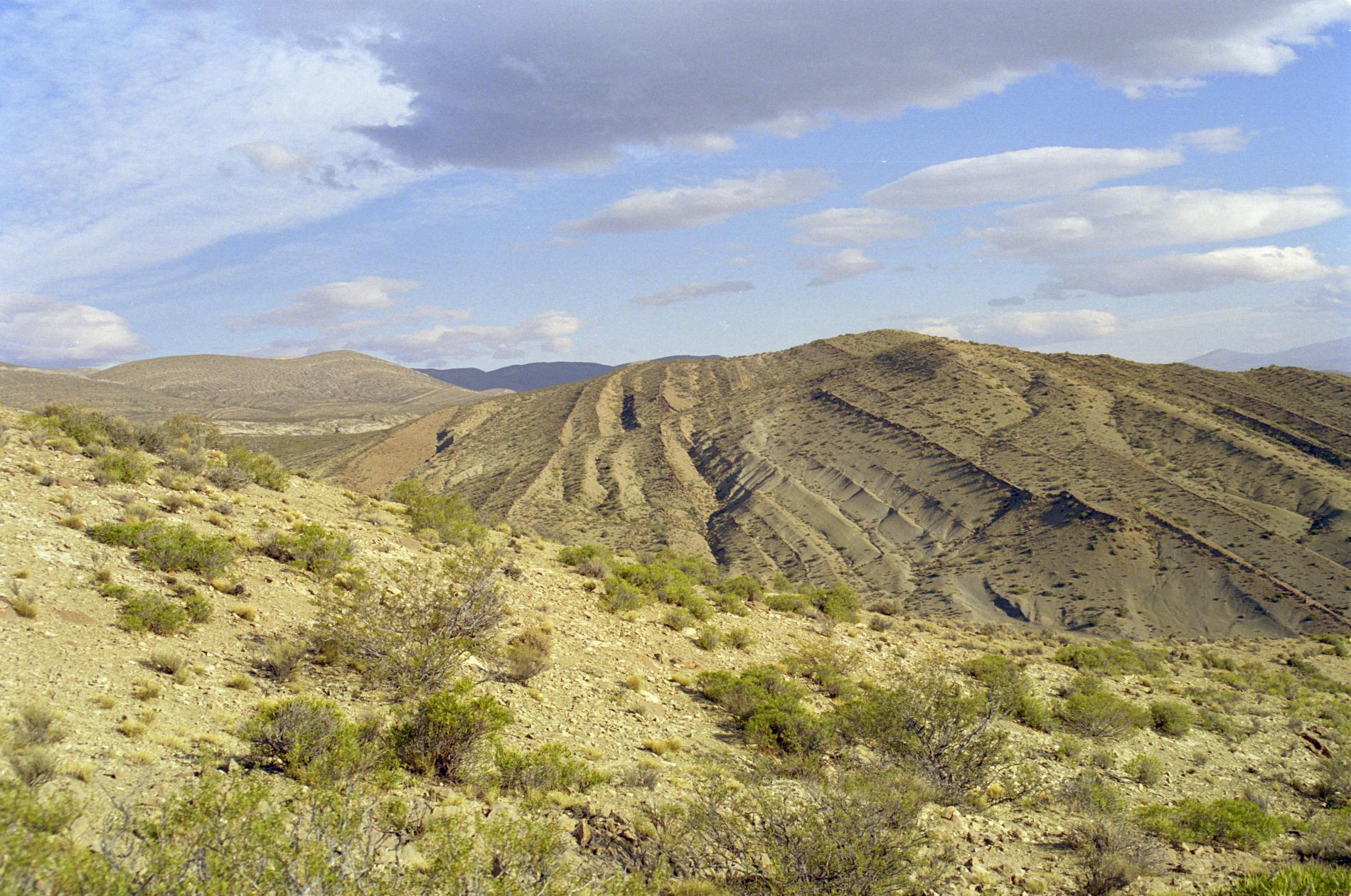
Imagen del Miembro Agua de la Mula en la localidad homónima
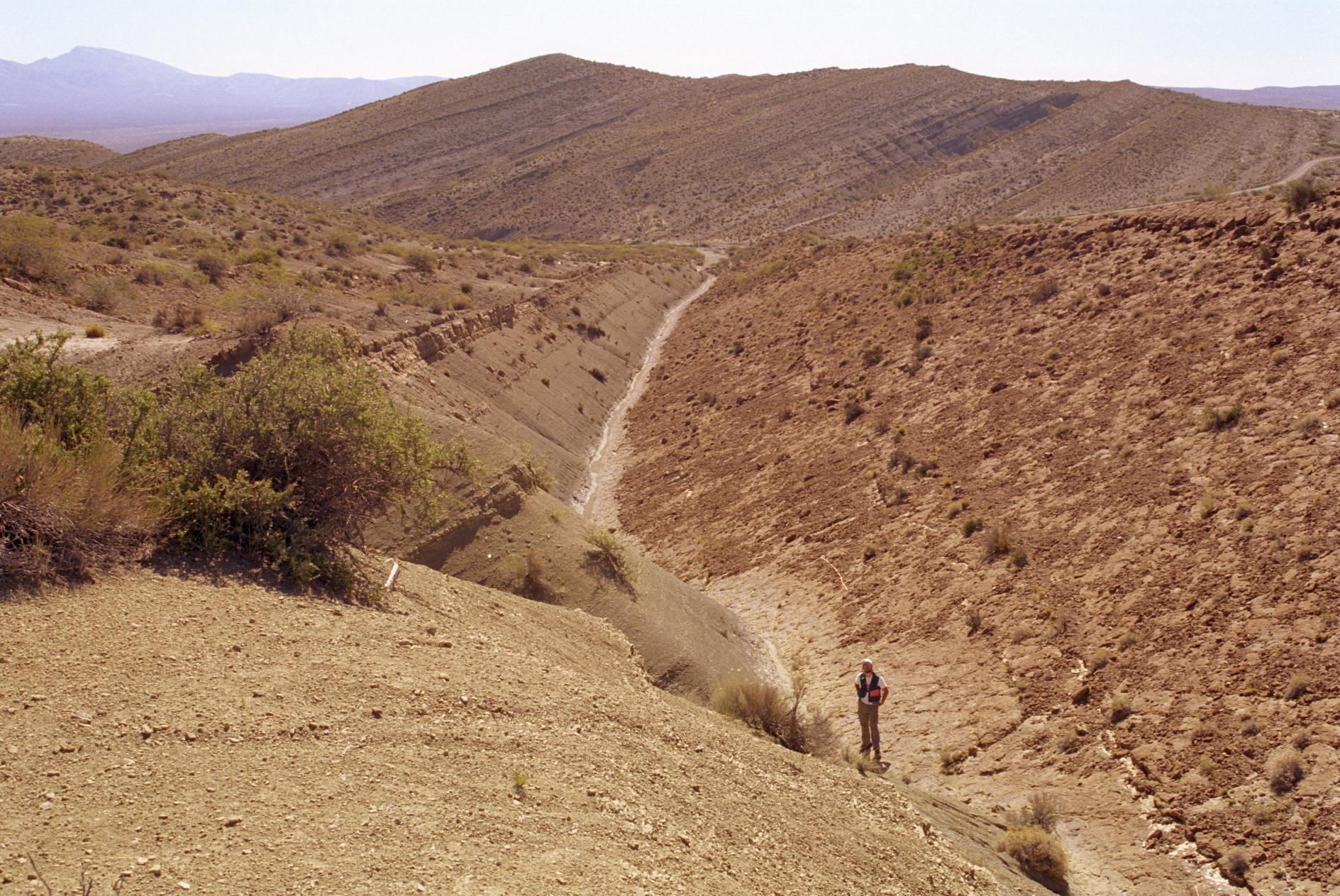
Ciclos de alta frecuencia de la Formación Agrio en la localidad de Agua de la Mula

## Antecedentes
La denominación de esta unidad fue realizada por Charles E. Weaver en 1931, quien estableció  ambas márgenes del río Agrio como localidad tipo, inmediatamente al oeste de la antigua ruta nacional 40. Según la concepción de Weaver, la Formación Agrio contenía también las capas del Yeso de Transición de Groeber, más tarde llamado Huitriniano por dicho autor. Investigadores posteriores excluyeron de la Formación Agrio el citado Yeso de Transición, quedando exclusivamente restringida a las sedimentitas de origen marino entre la Formación Mulichinco y la Formación Huitrín. La Formación Agrio originalmente había sido dividida en tres Miembros: Agrio Inferior, Avilé y Agrio superior, pero al no cumplir con los requisitos del Código de Nomenclatura Estratigráfica de Argentina, se propuso nombrar al miembro inferior como Miembro Pilmatué y al superior como Miembro Agua de la Mula.

## Relaciones estratigráficas

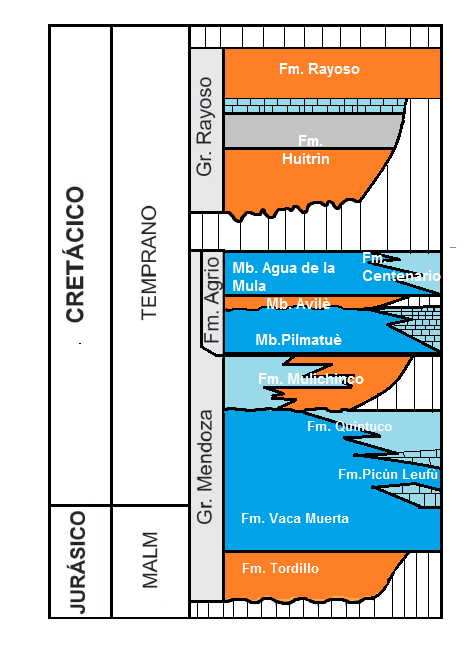
Esquema estratigráfico del Jurásico tardío y Cretácico temprano de la Cuenca Neuquina. Modificado de Spalletti et al 2011.

La Formación Agrio constituye la más joven de las unidades del Mendociano o Grupo Mendoza. Se apoya mediante una importante superficie transgresiva de desarrollo regional sobre los términos clásticos (continentales, transicionales y marinos) de la Formación Mulichinco, y está cubierta por los depósitos carbonáticos, clásticos y evaporíticos de la Formación Huitrín. Su mayor desarrollo y los más característicos afloramientos se registran a lo largo del sector andino (occidental) de la Cuenca Neuquina.
De acuerdo con la información obtenida en afloramientos y criterios prácticos de mapeo geológico se propuso incluir al Miembro Chorreado de la Formación Huitrín dentro del Grupo Mendoza, específicamente como la culminación de la Formación Agrio. Sin embargo, la información de subsuelo obtenida en la zona norte de la cuenca permitió elaborar un modelo secuencial en el que el Miembro Chorreado, de composición clástica y carbonática, posee un arreglo sigmoidal que se diferencia claramente de la Formación Agrio, de naturaleza clástica y arreglo agradacional. Estos autores justifican la inclusión del Miembro Chorreado en la Formación Huitrín.
Esta unidad se correlaciona en subsuelo con la Formación Centenario. Esta última está compuesta por una asociación de capas rojas de ambiente continental.

## Distribución areal

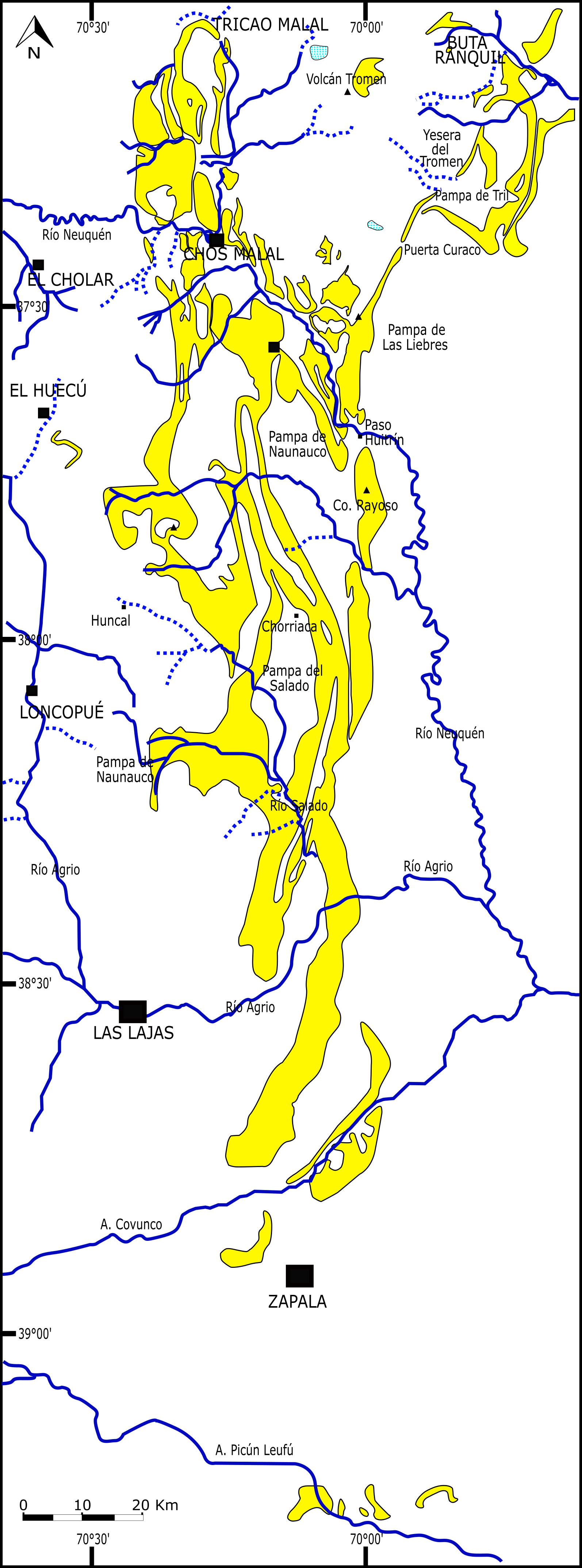
Mapa de afloramientos de la Formación Agrio en Argentina. Tomado y modificado del trabajo de Spalletti et al 2011.

La Formación Agrio posee afloramientos con una notable continuidad a lo largo del sector andino de la Cuenca Neuquina, desde la Alta Cordillera del norte de la provincia de Mendoza hasta la Fosa del Agrio y la terminación austral de la cuenca, al sur de la Dorsal de Huincul. Los afloramientos de esta unidad han sido descriptos al norte desde La Mala Dormida en el sur de Mendoza, hasta Catán Lil, unos pocos kilómetros al sur de Cerro Marucho y 100 km al sur de Zapala, en el sur de la provincia del Neuquén. Hacia el oeste, los afloramientos llegan hasta el piedemonte de los Andes.

## Litoestratigrafía
La depositación de la Formación Agrio se produjo durante el estadio de post-rift de la Cuenca Neuquina, y de manera simultánea a la generación de un arco magmático al oeste como resultado de la subducción de la placa proto-pacífica. Esta unidad se depositó en un marco de una importante subsidencia térmica y ascenso eustático. Posee una composición principalmente pelítica, con intercalaciones de sedimentos carbonáticos en menor medida.
La Formación Agrio está constituida por tres subdivisiones o miembros, fácilmente identificables en la mayor parte de sus exposiciones. Estos miembros se conocen como: Miembro Pilmatué, Miembro Avilé y Miembro Agua de la Mula. Tanto hacia el sur como hacia el norte, estos miembros reducen progresivamente su espesor y concomitantemente registran un aumento en el contenido de carbonato.

### Miembro Pilmatué

#### Litología
Se caracteriza por la presencia dominante de pelitas y pelitas calcáreas gris verdosas a gris oscuras, con intercalaciones bioclásticas entre las que se destacan numerosas coquinas con abundante fauna de invertebrados marinos. El espesor de este miembro alcanza los 577 metros, en el perfil del río Agrio.

#### Ambiente depositacional
Las sedimentitas de este miembro han sido depositadas en un ambiente marino en general de aguas poco profundas con repetición cíclica de ambientes de costa afuera (off-shore) a neríticos (near-shore), en los que también quedaron impresos frecuentes registros de capas de tormenta. La temperatura de las aguas marinas, a juzgar por el tipo de fauna de invertebrados fósiles presente, debió ser templado-cálida.

#### Edad y correlaciones
En el Miembro Pilmatué se desarrollan las zonas de amonites de Lyticoceras pseudoregale y Holcoptychites neuquenssis que son indicativas del Hauteriviano inferior. En regiones centrales de la cuenca cercanas a Chos Malal y El Huecú, la Formación Agrio comienza con términos del Valanginiano superior tardío (Zona de Olcostephanus curacoensisis). Consecuentemente, el Miembro Pilmatué se extiende entre el Valanginiano superior tardío y el Hauteriviano inferior.

### Miembro Avilé

#### Litología
El Miembro Avilé de la Formación Agrio es una unidad silicoclástica compuesta principalmente por depósitos arenosos (también denominada «Arenisca Avilé»). Estos son en general de color amarillento y presentan estratificación entrecruzada. Este miembro además marca un importante evento de desecación de la cuenca y funciona como una excelente capa guía debido a su resalto en la topografía. El espesor medido en el perfil del río Agrio es de 10 metros, superando los 20 metros en la comarca de Coihueco y alcanzando los 90 metros al noroeste de Chos Malal.

#### Ambiente depositacional
Las sedimentitas de este miembro incluyen sistemas fluviales entrelazados arenosos y meandrosos de carga mixta, sistemas eólicos, y lacustres tanto abiertos como hipersalinos (hasta sistemas efímeros distales). En Puesto Jara se puede observar un excelente afloramiento, donde se hallan expuestas facies de duna e interduna seca y húmeda.

#### Edad y correlaciones
El contacto basal del Miembro Avilé es siempre neto, por encima de facies marinas profundas del Miembro Pilmatué (Miembro Inferior de la Formación Agrio). Este contacto es abrupto, mostrando un cambio marcado a facies continentales y, muy frecuentemente, de mayor granulometría.
El contacto superior del Miembro Avilé es también abrupto y está marcado por el pasaje desde facies arenosas o pelíticas continentales a margas y lutitas oscuras de la base del Miembro Agua de la Mula de la Formación Agrio.
En cuanto a la edad del Miembro Avilé, no se han encontrado hasta la fecha elementos que puedan proveer una edad propia para estos depósitos. Por lo tanto, su edad está determinada sobre la base de las ricas faunas de amonites presentes y su combinación con nanoplancton calcáreo y palinomorfos.

### Miembro Agua de la Mula

#### Litología
El Miembro Agua de la Mula de un espesor total que oscila entre los 250 y 300 metros, aunque en el perfil del río Agrio presenta un espesor de 489 metros, se puede diferenciar en dos partes: el tramo inferior y la parte superior. El primero está compuesto por pelitas negras, gris oscuras y verdosas con intercalaciones rítmicas de calizas micríticas de ambiente marino distal. Esta ritmicidad característica pero de variado espesor se puede observar mejor en la zona de Bajada del Agrio.  La parte superior del Miembro está caracterizada por pelitas y sedimentos de facies de calcarenitas castaño rojizas, que suelen rematar con topes de suelos endurecidos. Estas características están relacionadas con un margen de la plataforma marina somera, que representa un evento de regresión. También existen numerosas coquinas con abundante fauna de invertebrados marinos de ambiente costero.

#### Ambiente depositacional
Las sedimentitas de este miembro han sido depositadas en un ambiente marino off-shore, lo que resultó en el desarrollo de un episodio de máxima inundación en su parte inferior, que se representa en los niveles donde se halla Spitidiscus riccardii. Se infiere, por las faunas de invertebrados presentes, que la depositación ocurrió en aguas relativamente poco profundas. Esto también lo certifican las abundantes coquinas con formación de suelos endurecidos con temperaturas de las aguas templado-cálidas. 
En este miembro son frecuentes los tramos dominados por tormentas, en los que se reconocen, entre otras estructuras sedimentarias, excelentes ejemplos de escapes de agua, estratificación cruzada Hummocky, y estratificación ondulosa o wavy.

#### Edad y correlaciones
El Miembro Agua de la Mula se extiende entre el Hauteriviano Tardío y el Barremiano Temprano. Se da a conocer una edad U–Pb en circón (SHRIMP) de 132,5±1,3 Ma correspondiente a un nivel de toba que aparece intercalado entre las lutitas basales de este Miembro. La datación otorga un valor absoluto para la antigüedad de la zona de Spitidiscus riccardii y al mismo tiempo confirman su ubicación temporal en el registro más antiguo del Hauteriviano Tardío.

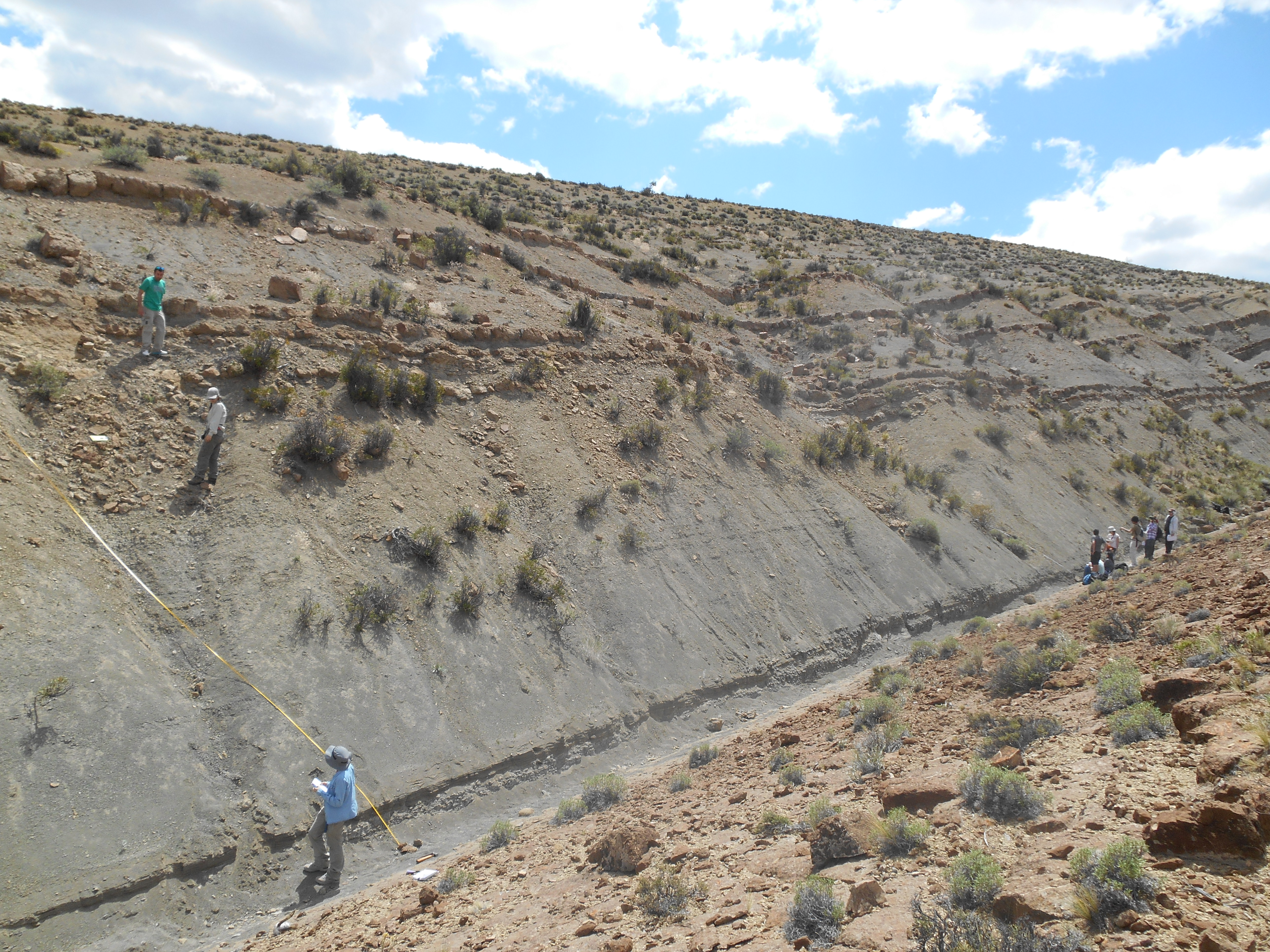
El Miembro Agua de la Mula, en las inmediaciones de Chorriaca, Neuquén, Argentina.
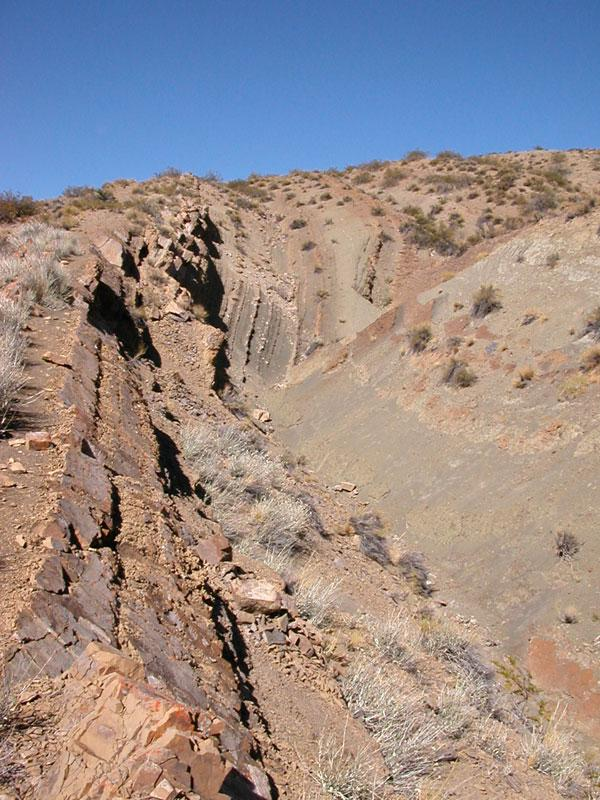
La Formación Agrio en las cercanías de la localidad de Pilmatué.
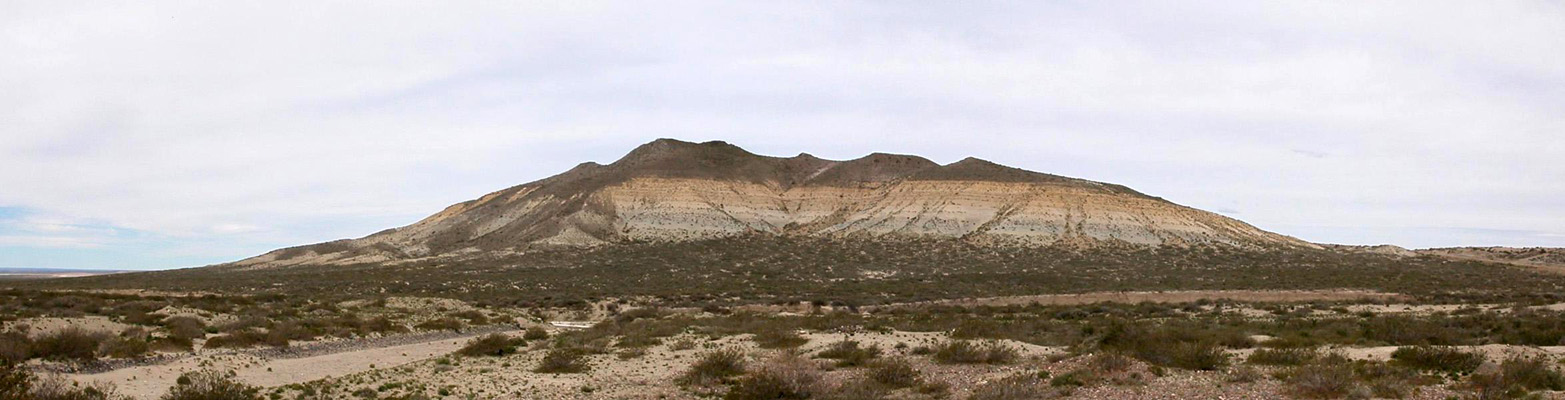
La Formación Agrio en el cerro Marucho.

## Paleontología

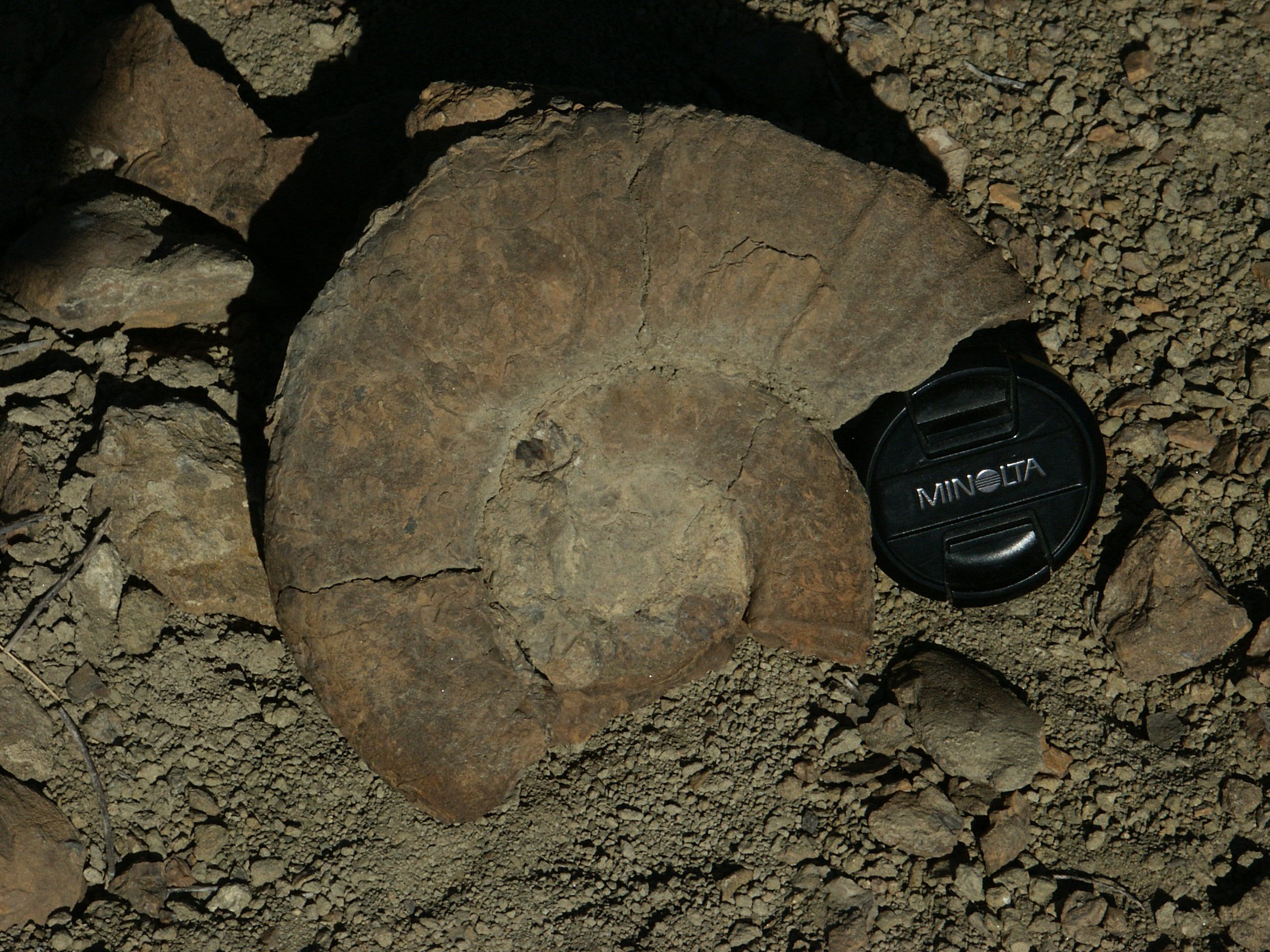
Ejemplar de Crioceratites del Miembro Agua de la Mula, de la Formación Agrio. Edad Hauteriviana.

Los depósitos marinos de la Formación Agrio son portadores de una fauna muy rica y variada de invertebrados marinos, a los que se suman hallazgos menos frecuentes de restos de peces y reptiles, así como una importante asociación de palinomorfos. 
Luego de varios estudios de gran envergadura desarrollados desde fines del siglo XIX hasta la actualidad, se han descripto y mencionado numerosas especies de fósiles, especialmente invertebrados marinos de diferentes grupos: moluscos (bivalvos, gastrópodos, ammonites, nautiloideos, escafópodos), anélidos, ostrácodos, foraminíferos, equinodermos (tales como equinoideos, asteroideos y crinoideos), corales escleractinios y otros. Se han estudiado también  nanofósiles calcáreos.
A partir del conocimiento que se tiene de la fauna de ammonites de esta unidad, se consensuó un esquema de biozonas de alto detalle, que permite restringir la edad de la Formación Agrio al lapso comprendido entre el Valanginiano Tardío y Barremiano Temprano.  

### Taxones identificados en la Formación Agrio

#### Mollusca
Bivalvia: Grammatodon securis, Modiolus ligeriensis, Gervillella aviculoides, Steinmanella transitoria, Steinmanella vacaensis, Pterotrigonia coihiucoensis, Eriphyla argentina, Ptychomya koeneni, Pholadomya gigantea, Mimachlamys robinaldina, Inoceramus curacoensis, Disparilia elongata, Myoconcha transatlantica.
Gastropoda: Protohemichenopus neuquensis, Metacerithium turriculatum, Cerithium sp., Poasia sp.

#### Annelida
Familia Serpulidae: Sarcinella occidentalis.

#### Echinodermata
Holectypus planatus.

### Galería de imágenes: fósiles de la Formación Agrio

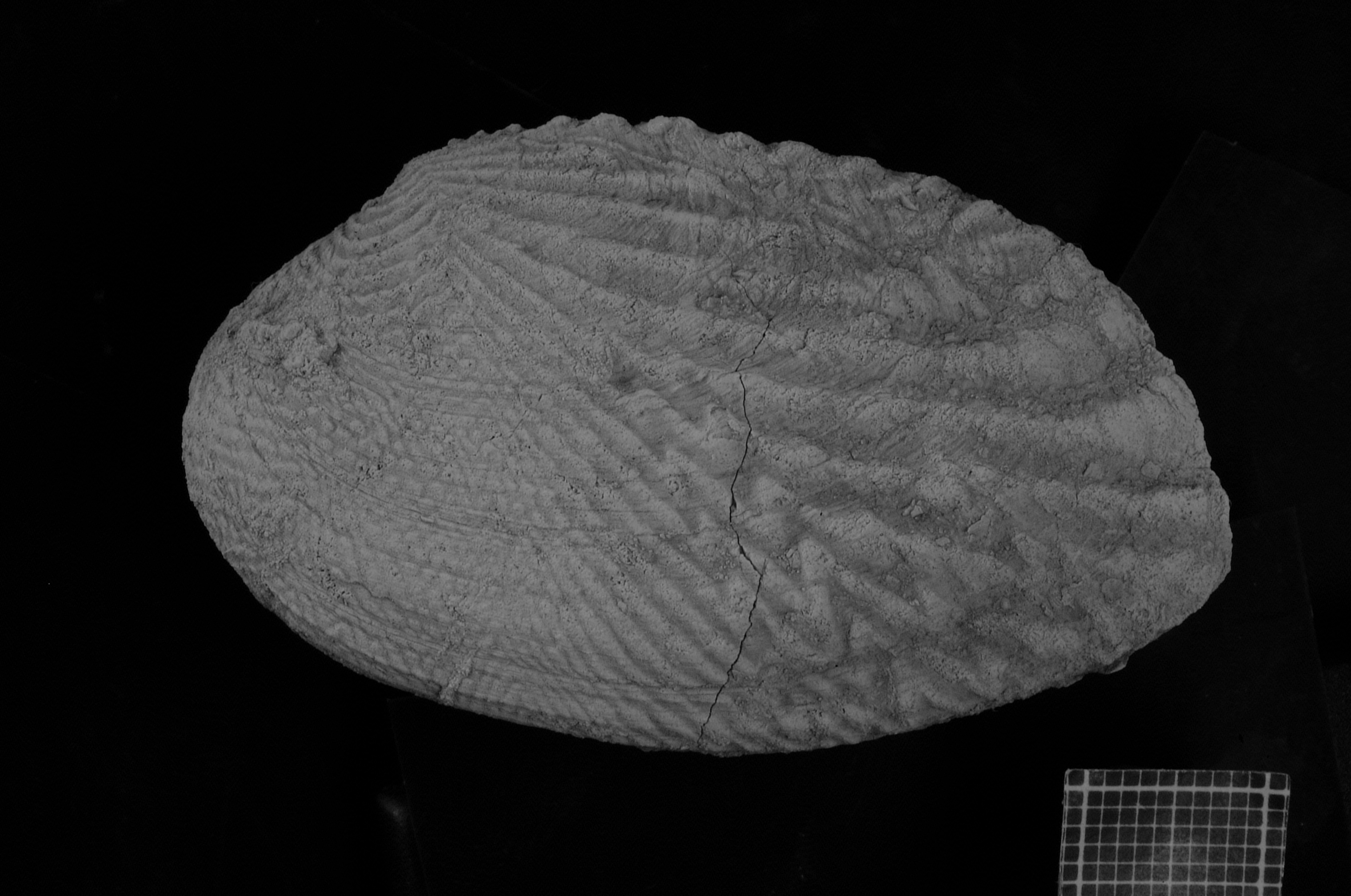
Vista izquierda de Ptychomya koeneni, especie de bivalvo encontrado en la Formación Agrio.
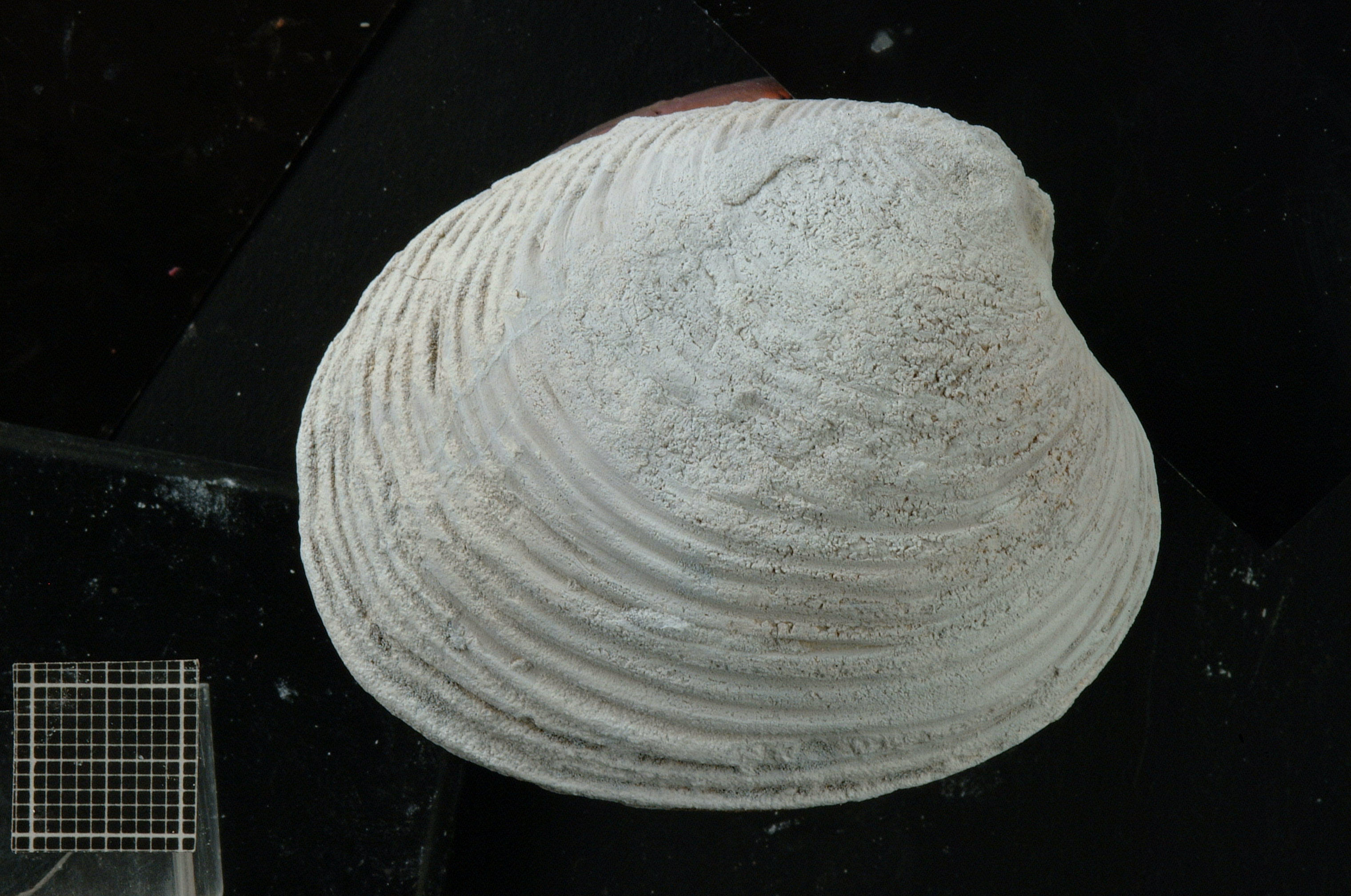
Vista derecha de Eriphyla argentina, especie de bivalvo encontrado en la Formación Agrio.
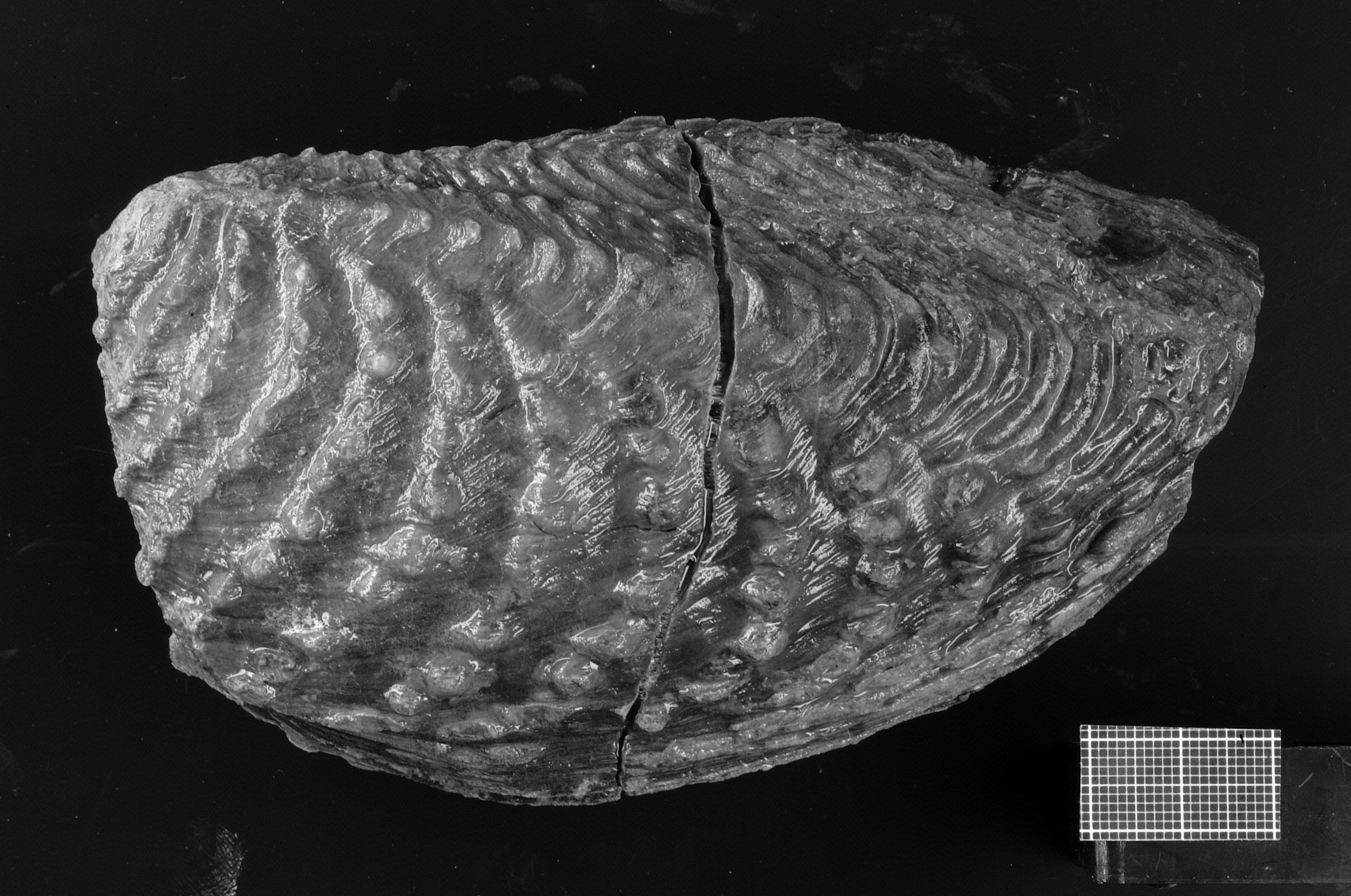
Steinmanella vacaensis, especie de bivalvo encontrado en la Formación Agrio.
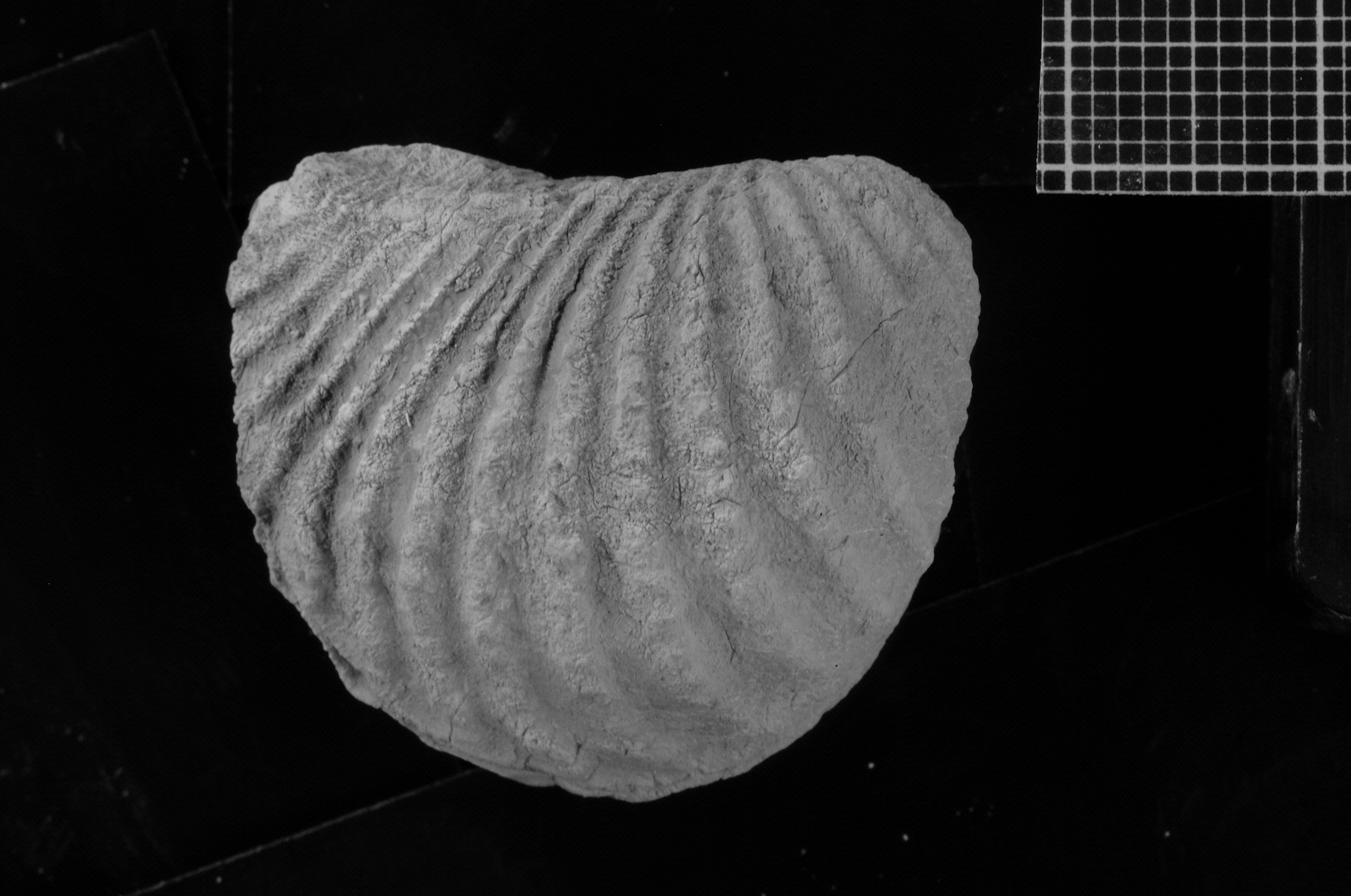
Pterotrigonia coihiucoensis, especie de bivalvo encontrado en la Formación Agrio.
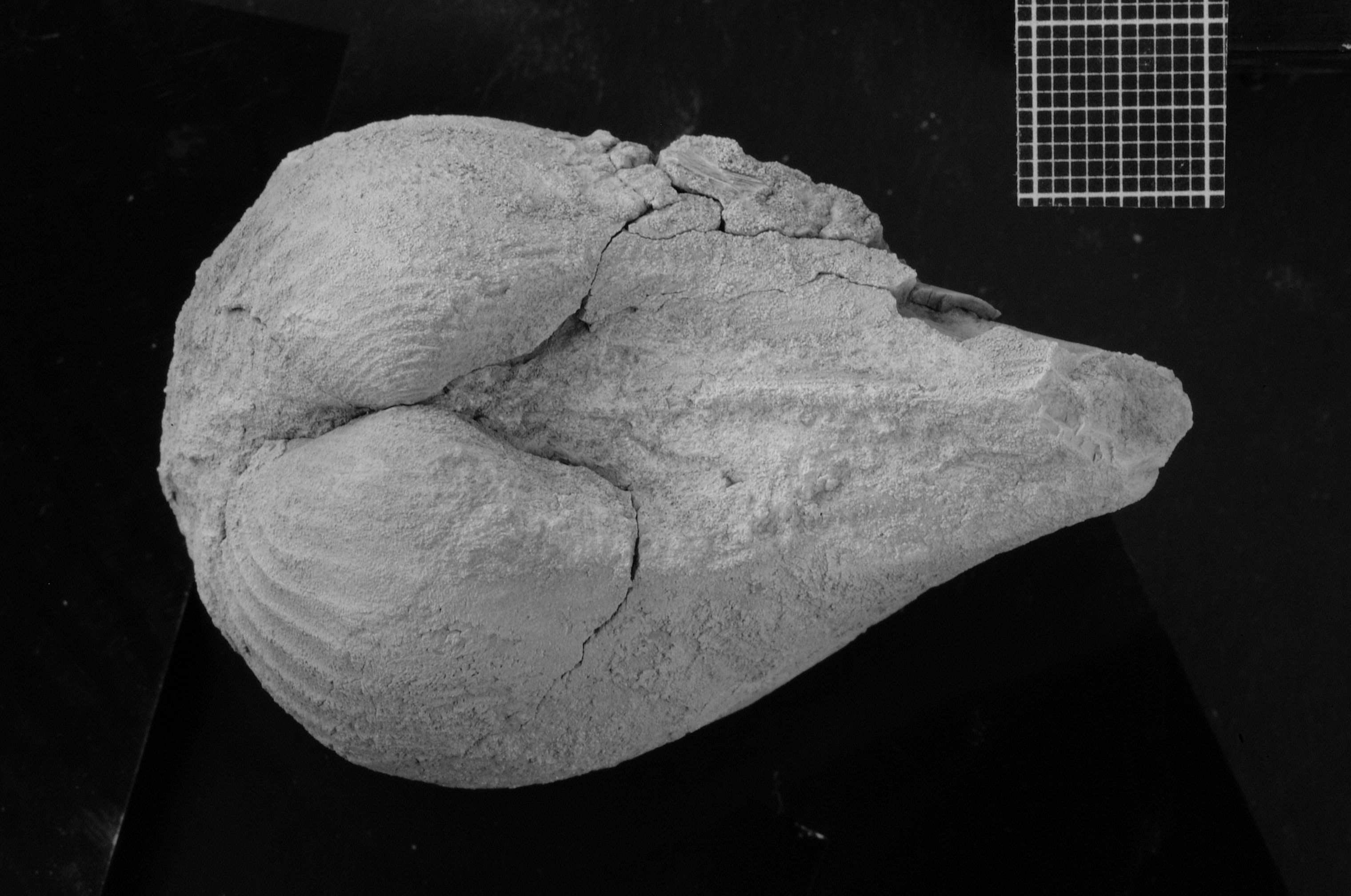
Rutitrigonia agrioensis en vista dorsal de la Formacíon Agrio.
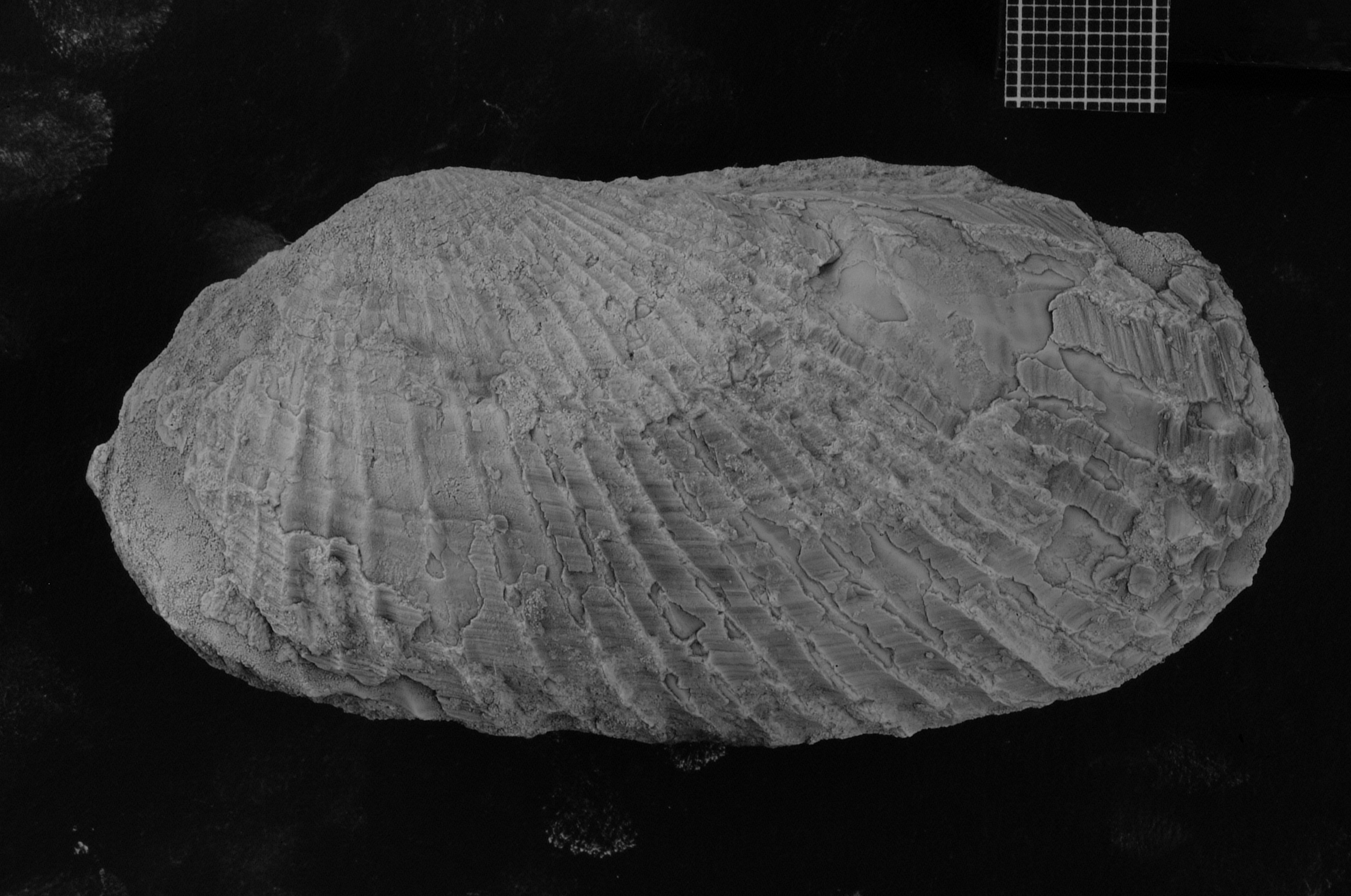
Pholadomya gigantea, especie de bivalvo encontrado en la Formación Agrio.
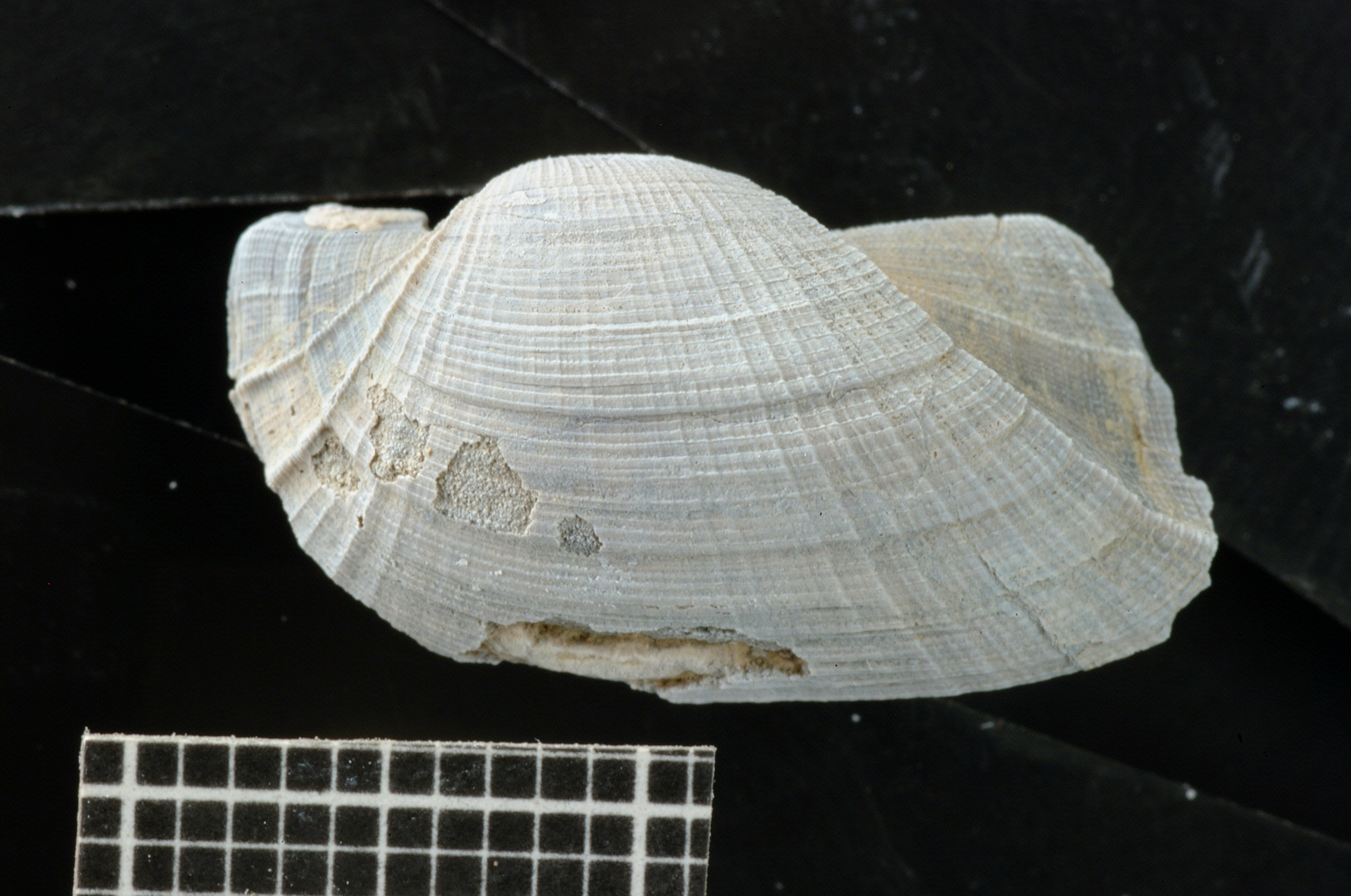
Vista izquierda de Grammatodon securis, especie de bivalvo fósil encontrado en la Formación Agrio.
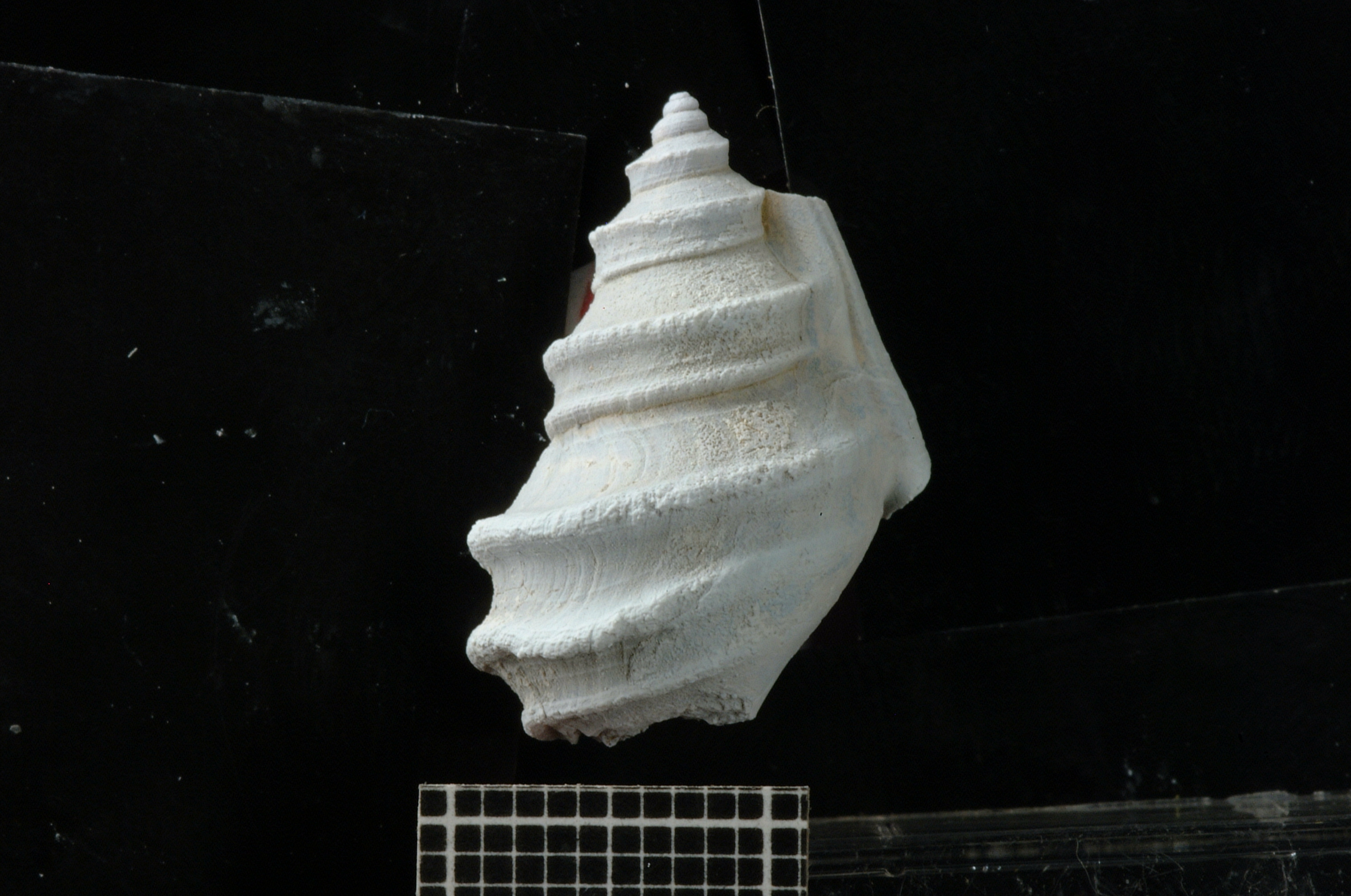
Ejemplar de la especie de gastrópodo Protohemichenopus neuquensis, Miembro Agua de la Mula en la localidad de Agua de la Mula.
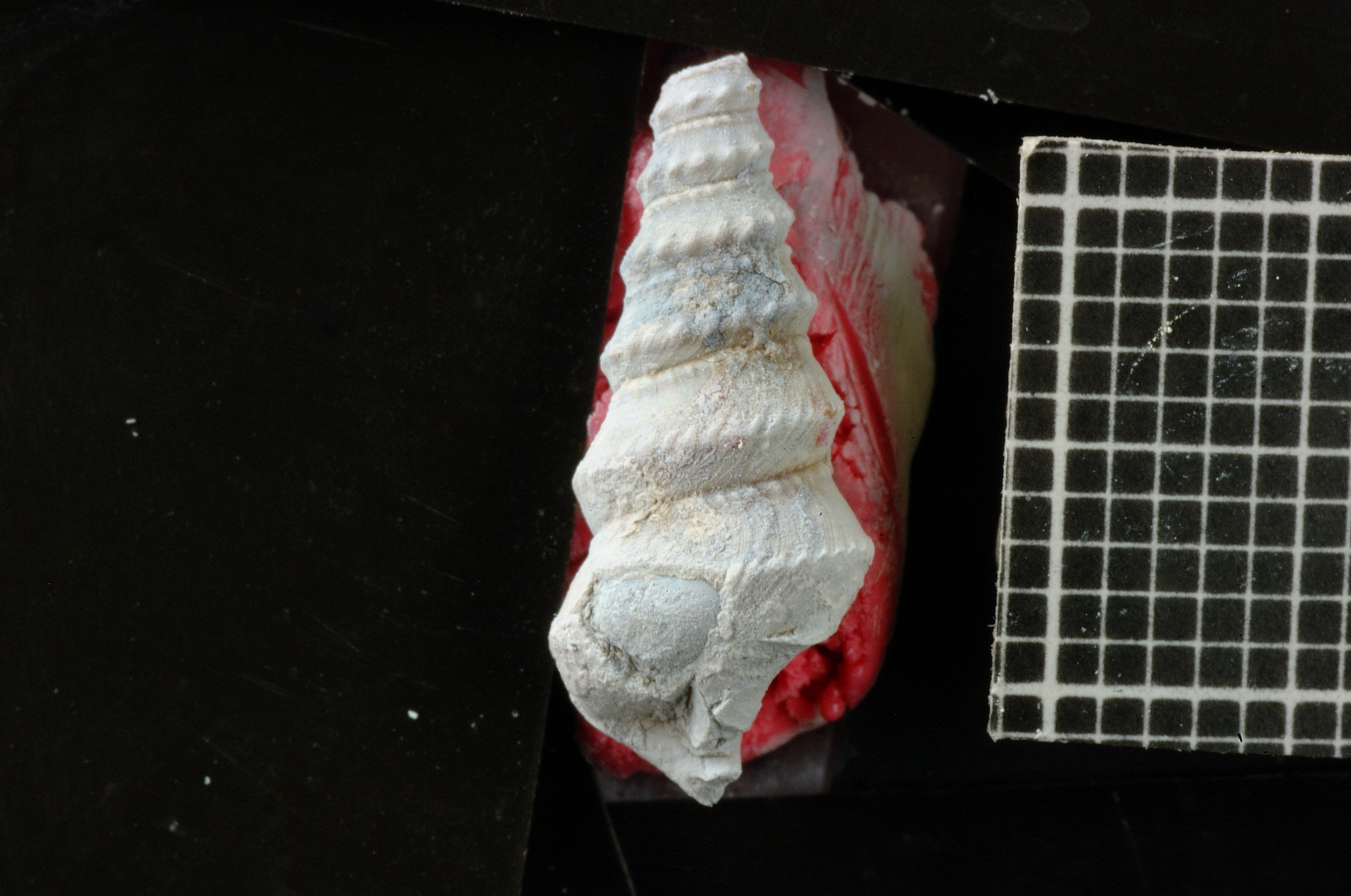
Ejemplar de Metacerithium turriculatum proveniente de afloramientos del Miembro Agua de la Mula de la Formación Agrio.
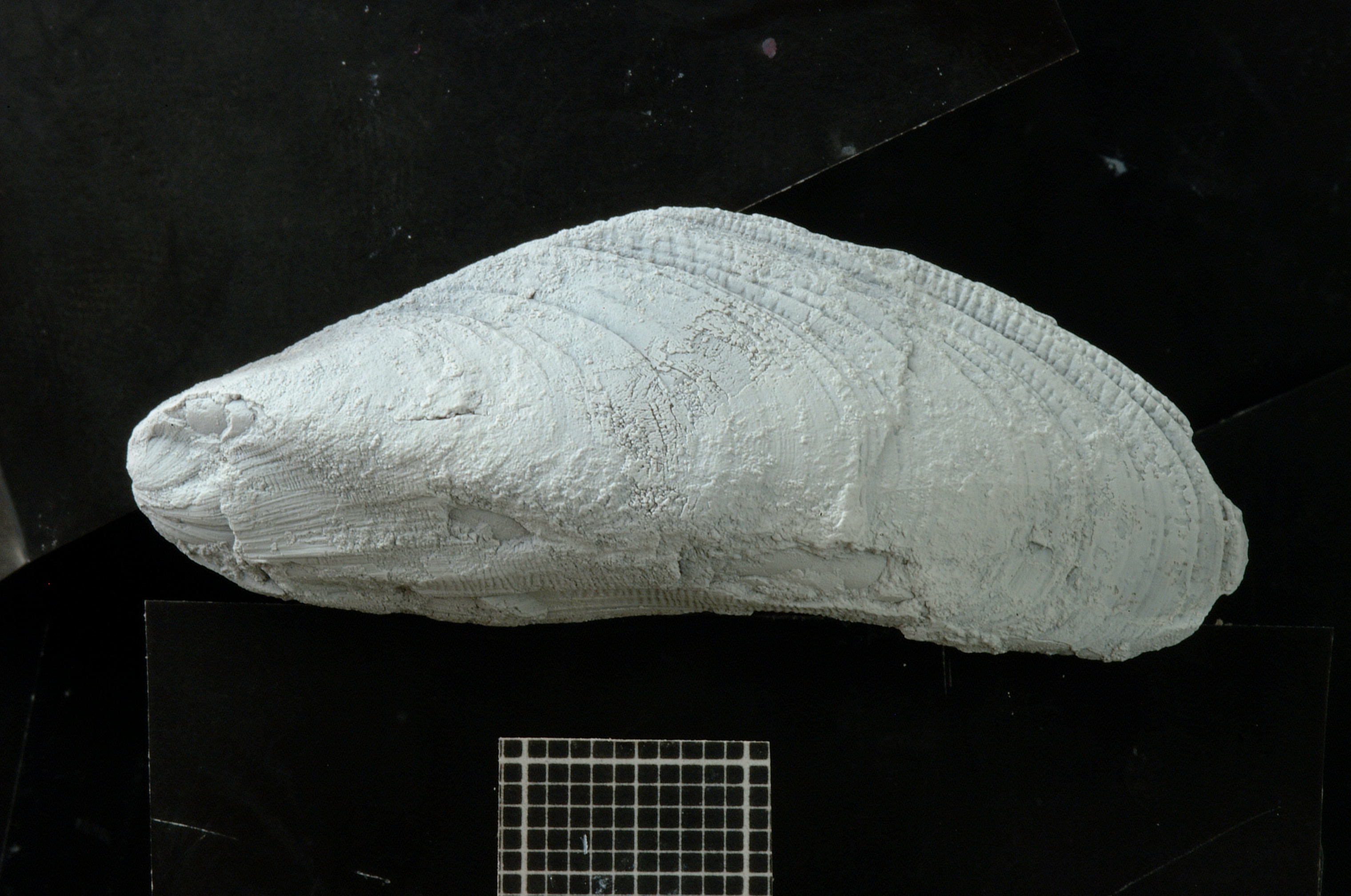
Ejemplar de Modiolus ligeriensis proveniente de las inmediaciones de la localidad de Bajada del Agrio.
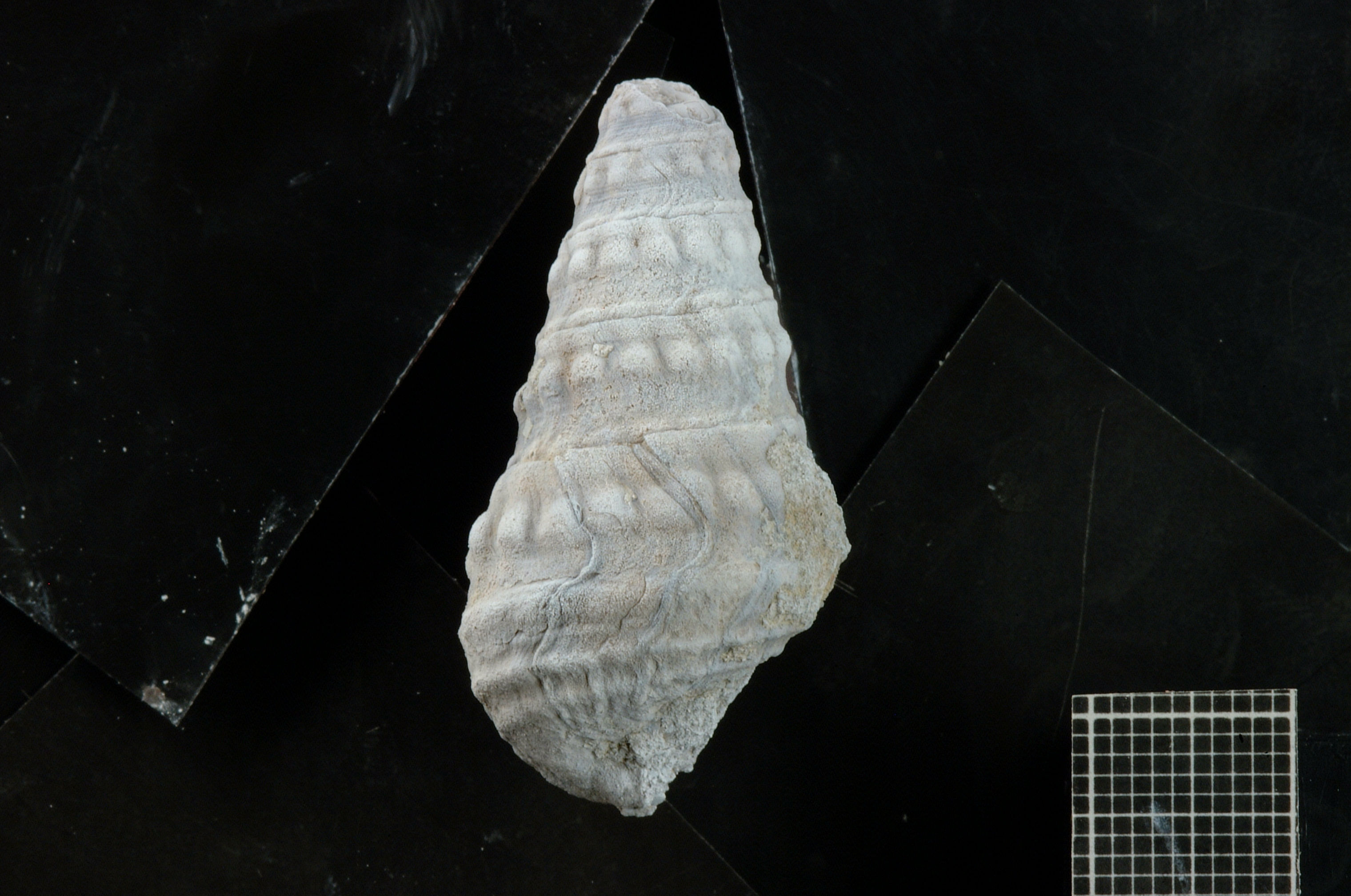
Ejemplar de Cerithium sp. encontrado en la Formación Agrio.
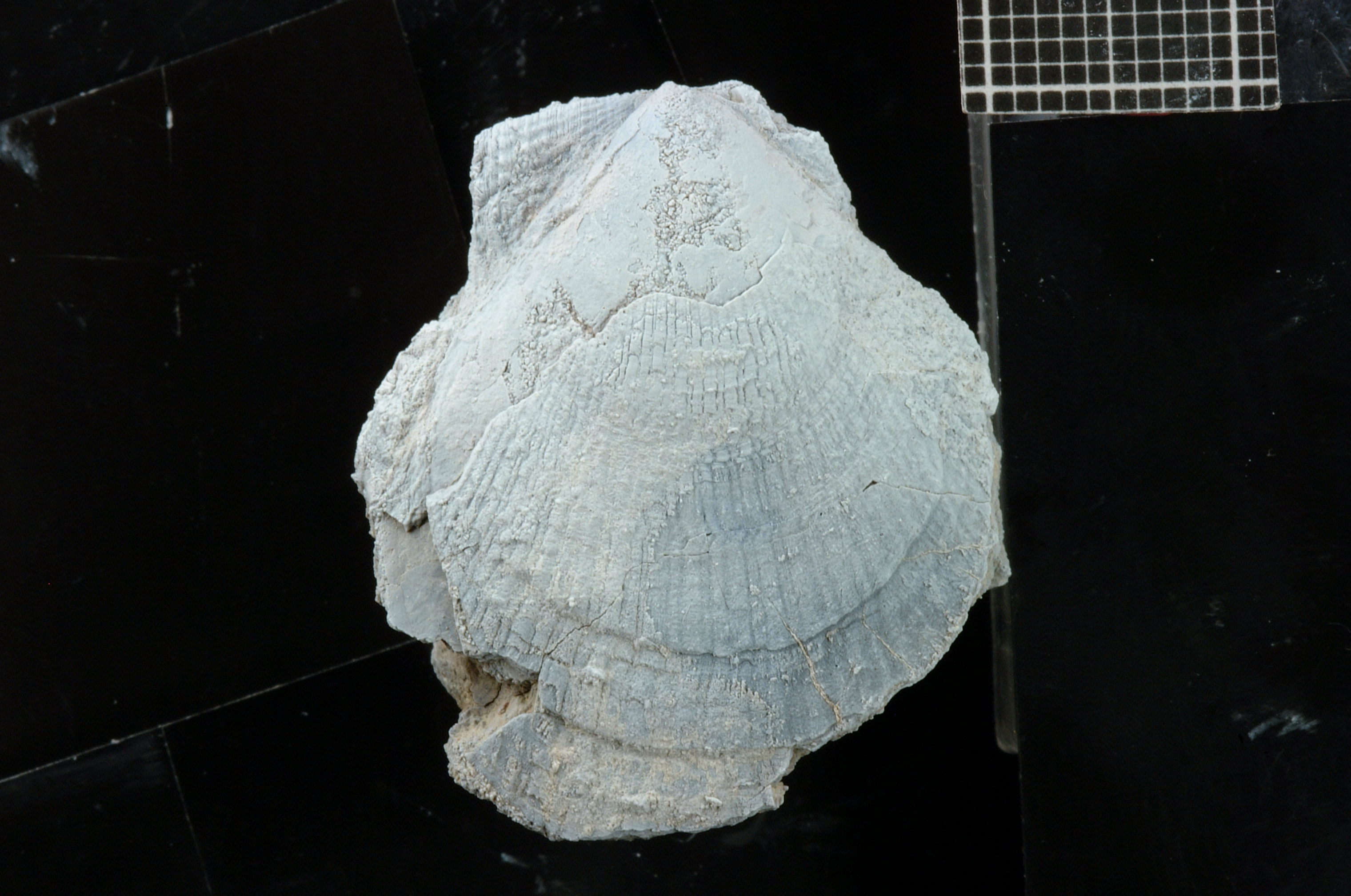
Ejemplar de Mimachlamys robinaldina proveniente de la Formación Agrio, Argentina.
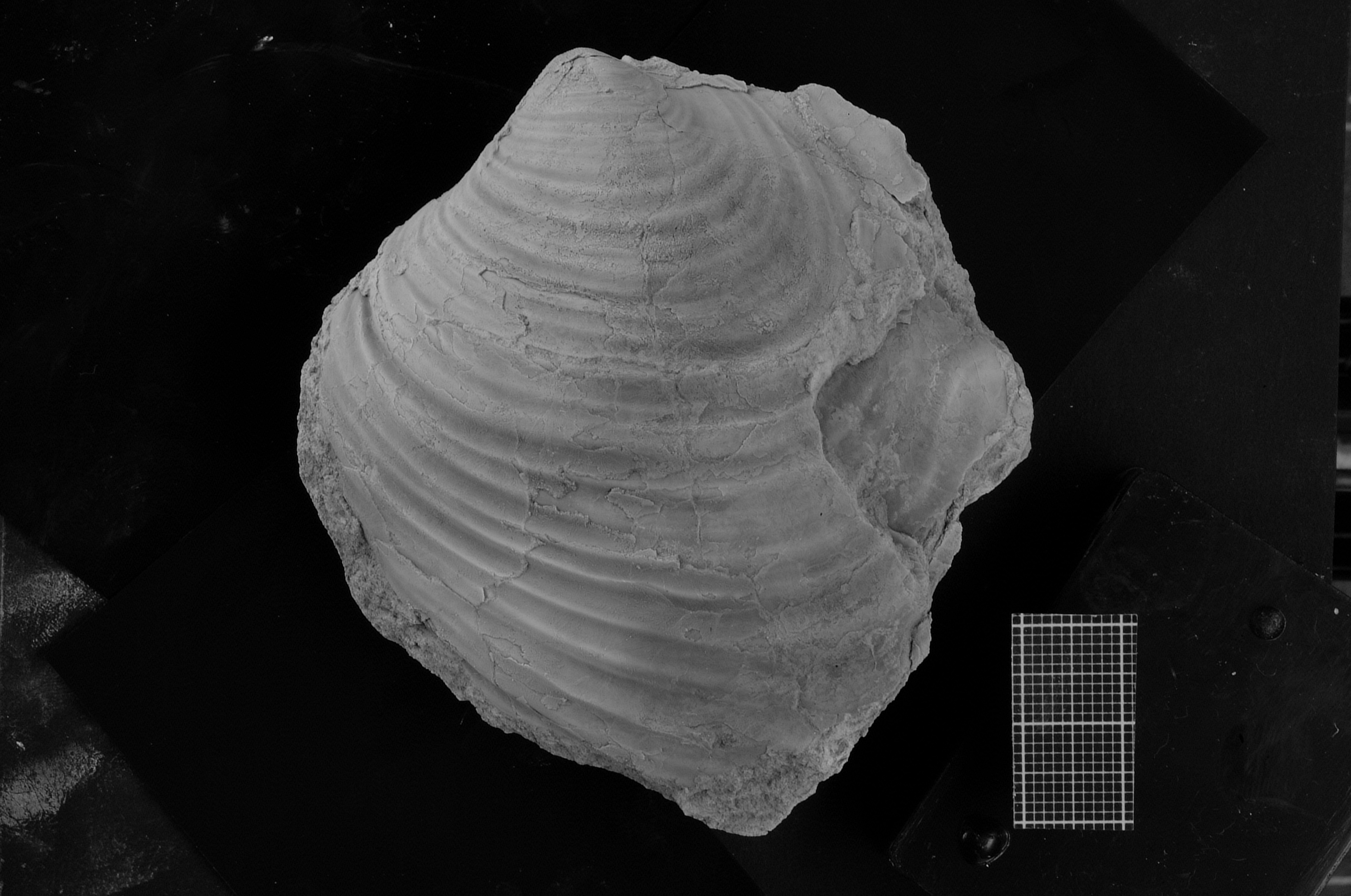
Ejemplar de Inoceramus curacoensis proveniente de la Formación Agrio, Argentina.
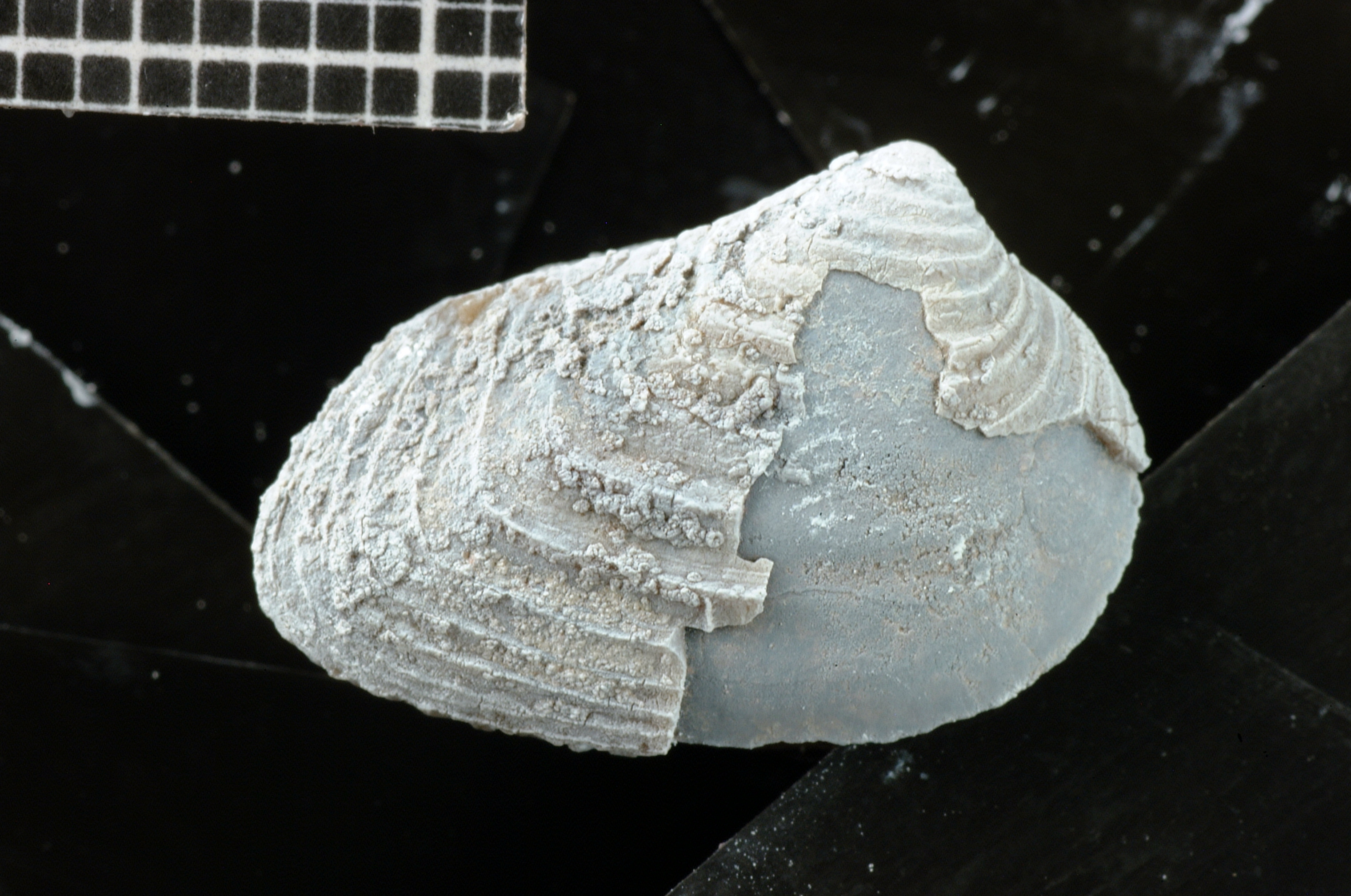
Ejemplar de Disparilia elongata proveniente de la Formación Agrio, Argentina.
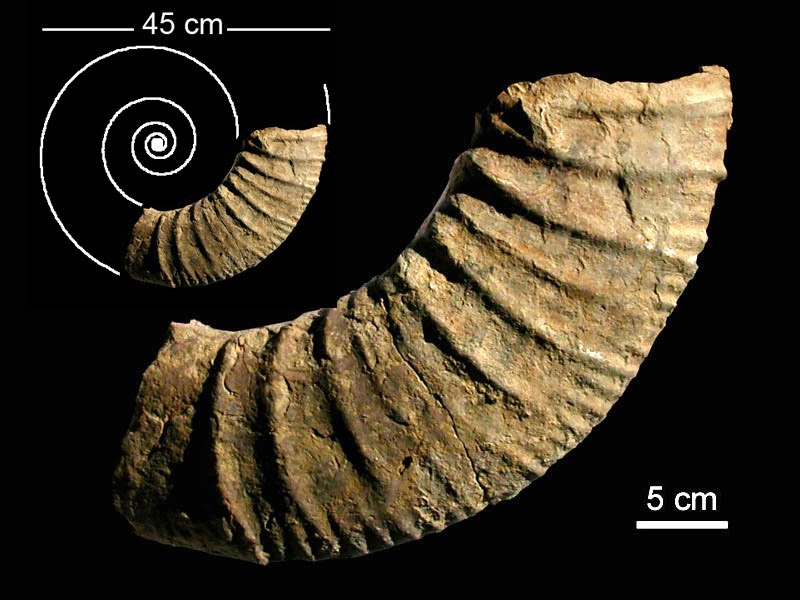
Fragmento de amonoideo de la Formación Agrio (Cerro Marucho).
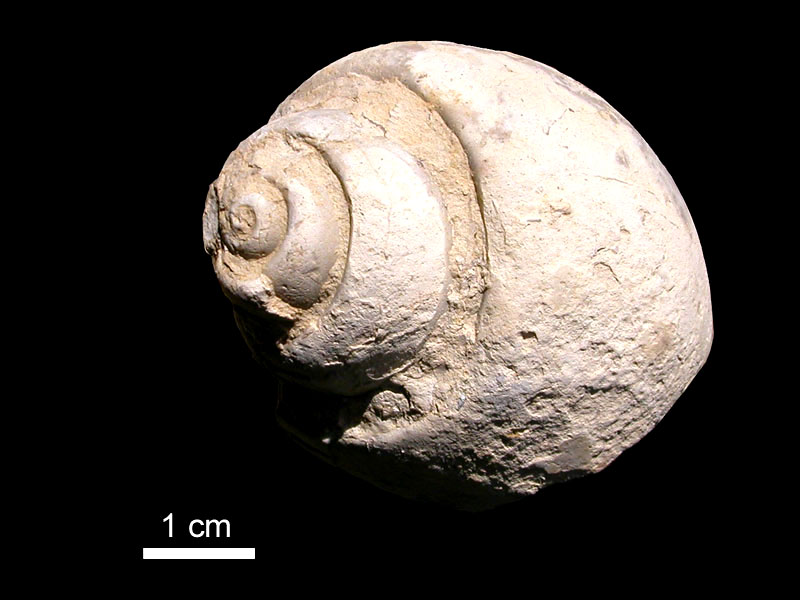
Gastropodo (Lunatia?) hallado en la Formación Agrio.
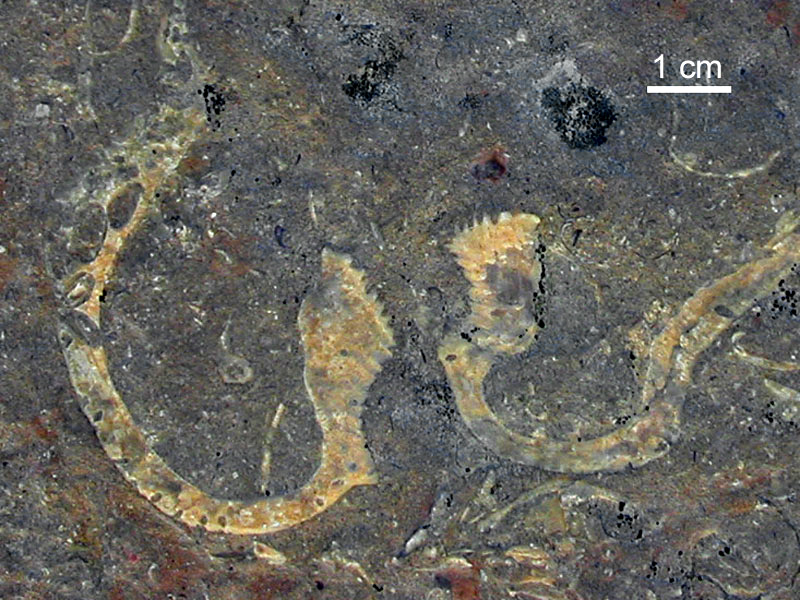
Bioclastos y fragmentos de bivalvos hallados en la Formación Agrio, Covunco, Provincia de Neuquén.
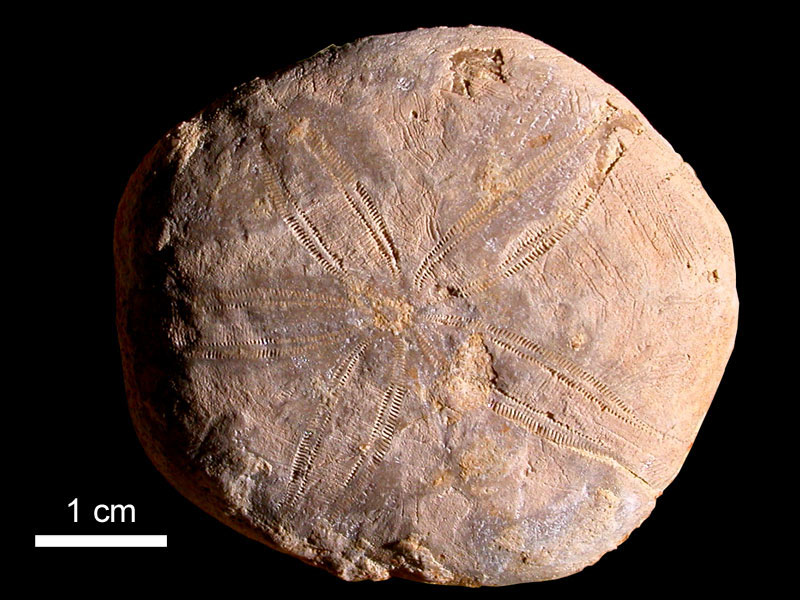
Equinodermo fósil (Pygaster?) de la Formación Agrio (Cerro Marucho).
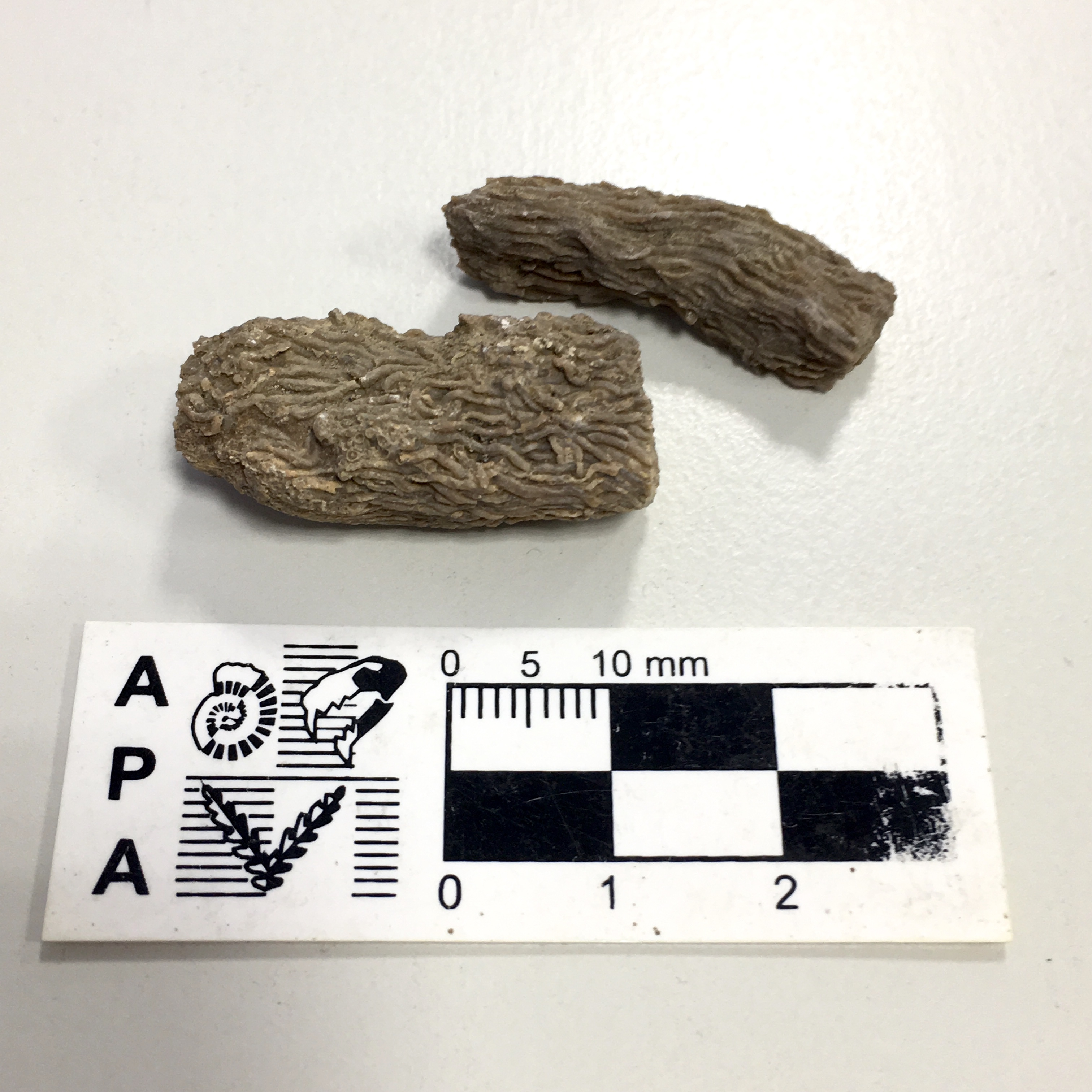
Fragmentos de ramas del anélido serpúlido Sarcinella occidentalis, hallado en afloramientos de la Formación Agrio.

## Hidrocarburos
Los miembros de origen marino Pilmatué y Agua de la Mula son fuentes de hidrocarburos que migran hacia sedimentos más porosos. Su explotación se realiza actualmente en El Trapial, Chihuido de la Sierra Negra y Puesto Hernández, zonas en que las lutitas se encuentran una etapa inicial-media de generación de petróleo. Se considera que el petróleo de los reservorios de Avilé y Troncoso (El Trapial) y de las formaciones Rayoso y Troncoso (Puesto Hernández) habrían sido generados por las facies pelíticas de la Formación Agrio. El Miembro Agua de la Mula también es productor, en menor medida, en Puesto Rojas, Puesto Muñoz y Cerro Mollar en la provincia de Mendoza. Si bien presenta características similares a la Formación Vaca Muerta, las facies generadoras se encuentran restringidas al noroeste de la provincia de Neuquén y al suroeste de Mendoza. La riqueza promedio de la formación ronda el 2,5% de COT o materia orgánica marina precursora de hidrocarburos líquidos, con algunos valores individuales de 8%.